# Švýcarská národní banka
Švýcarská národní banka (německy Schweizerische Nationalbank (SNB), francouzsky Banque Nationale Suisse (BNS), ital. Banca Nazionale Svizzera (BNS), rétorom. Banca Naziunala Svizra (BNS), oficiální mezinárodní název Swiss National Bank (SNB)), je centrální banka Švýcarska. Je oprávněna provádět peněžní operace a je švýcarskou ústavou pověřena vydáváním švýcarských platidel a kontrolou jejich oběhu.

## Oficiální název
Ve Švýcarsku jsou čtyři úřední jazyky - němčina, francouzština, italština a rétorománština, proto je oficiální název banky uváděn vždy ve všech čtyřech jazycích. 

## Status
Švýcarská národní banka je akciová společnost, ve které je 55 % akcií v držení veřejných institucí, kantonů a kantonálních bank. Zbytek je obchodován na veřejných trzích. Samotný švýcarský stát nedrží v bance žádný podíl. Banka byla založena v roce 1907 v Curychu jako akciová společnost. Od ústavní změny v roce 1848 a její revize v roce 1874 je banka částečně komerční a její ústředí se nachází v Bernu.

## Měna
Švýcarská národní banka vydává mince a bankovky švýcarského franku. Mince švýcarského franku mají hodnoty 5, 10 a 20 rapů a 1/2, 1, 2 a 5 franků. Bankovky mají hodnoty 10, 20, 50, 100, 200 a 1000 franků. Jako zajímavost lze uvést, že švýcarská platidla byla jako poslední na světě do roku 2000 krytá zlatem, a to do výše 40 % své hodnoty. Švýcarské mince obíhají v nezměněné podobě již od roku 1874. Mince frankových hodnot jsou raženy ze slitin stříbra, mince rapových hodnot ze slitin mosazi.

## Zlaté rezervy
Švýcarská národní banka spravuje oficiální zlaté rezervy Švýcarska. V roce 2008 měly celkovou hmotnost 1145 tun a tržní hodnotu 30,5 miliard švýcarských franků. Zlatá rezerva je přechovávána v obrovských boxech pod Spolkovým náměstím (Bundesplatz) směrem k severnímu traktu federálního parlamentu v Bernu. Existuje podezření, že část švýcarských zlatých rezerv pochází ze zlata, které uloupili nacisté Židům a v centrálních bankách v okupované Evropě v průběhu druhé světové války.[zdroj?]